# Pyrenopsis haematina
Pyrenopsis haematina är en lavart som beskrevs av Per Magnus Jørgensen, Henssen in Henssen och Jørgensen. Pyrenopsis haematina ingår i släktet Pyrenopsis, och familjen Lichinaceae. Arten är reproducerande i Sverige.